# Anna von Quitzow
Anna von Quitzow (* um 1510; † 22. September 1565) war eine deutsche katholische Äbtissin im Kloster Stift zum Heiligengrabe, die sich vehement gegen die Einführung der Reformation und die Umwandlung des Klosters in ein evangelisches Damenstift wehrte.

## Leben und Wirken
Anna von Quitzow, abstammend aus der alten brandenburgischen Adelsfamilie derer von Quitzow, Tochter von Georg II. (Jürgen) von Quitzow († 1527) und der Margarethe von Arnim († nach 1510), war von 1538 bis 1549 Äbtissin des Klosters Heiligengrabe. Am 22. Januar 1542 erfuhr sie durch Curd von Rohr, Landeshauptmann von Ruppin und Patron des Klosters, dass das Kloster durch den Kurfürsten Joachim II. von Brandenburg, der sich zum evangelischen Glauben bekannt hatte, an Erasmus von Retzdorf übertragen werden solle. Da die Äbtissin von Kloster Zehdenick – Verbündete gegen die Durchsetzung der evangelischen Kirchenordnung im Rahmen der lutherischen Kirchenvisitation – im Jahr 1541 verstorben war und dadurch der Zusammenhalt zwischen den drei Klöstern Zehdenick, Heiligengrabe und Lindow zerbrach, beschloss der Kurfürst, die Situation zum Zwecke der Umwandlung in ein evangelisches Damenstift auszunutzen. Doch Anna von Quitzow erhielt Unterstützung sowohl durch ihre eigene Familie als auch durch weitere einflussreiche Prignitzer Adelige wie beispielsweise die Familie von der Schulenburg, die sich alle für den Erhalt des Klosters und seiner katholischen Tradition aussprachen. So konnte zunächst bis April des Jahres 1543 die Einweisung des Erasmus von Retzdorf wie auch des Curt von Rohr selbst oder Claus von Dase (als Vertretung für Curt von Rohr) in den Besitz des Klosters verhindert werden, da sich Anna von Quitzow und ihr Gefolge resolut weigerten, der Einführung der neuen evangelischen Kirchenordnung zuzustimmen und einen weltlichen Herrn anzuerkennen.
Auch ein weiterer Versuch des kurfürstlichen Abgesandten Thomas Nickel, die Schlüssel und Privilegien des Klosters an sich zu bringen, scheiterte. Hierbei erhielten die Nonnen Unterstützung von der Bürgerschaft, die sich weigerten, dass das Kloster unter der Führung von Rohr und Nickel mit Gewalt eingenommen wurde. Zwischenzeitlich beschwerte sich Anna von Quitzow Ende April 1543 auf dem Landtag in Berlin wie später auch auf verschiedenen Adelstagen gegen die wiederholten Übernahmeversuche. Gleichzeitig brachten die Adelsfamilien während dieser Unruhen ihre Töchter in Sicherheit, welche sich aber vorbehielten, zu einem späteren und ruhigeren Zeitpunkt wieder in das Kloster  zurückzukehren.
Nachdem Curt von Rohr die Felder abernten ließ und seine Landsknechte das Kloster belagerten, litten die Nonnen Hunger. Um weitere Eskalationen im Verlauf der Verhandlungen zu verhindern, lenkte der Kurfürst vorübergehend ein und überließ den Klosterinsassinnen wenigstens die Sommerernte. Auch Annas Bruder Dietrich XIV. von Quitzow (1515–1569) versuchte, allerdings vergeblich, im August 1543 zu vermitteln. Anfang Oktober kam es erneut zu einer Belagerung des Klosters. Die Nonnen unter Leitung von Anna von Quitzow gaben trotz mangelnder Versorgung mit Lebensmitteln wiederum nicht auf. Ende Oktober 1543 beschloss der Adel, dem Kurfürsten die Entrichtung der Steuern zu verwehren, sollte das Kloster seine Privilegien und Freiheiten verlieren.
Nach weiteren zähen Verhandlungen zwischen dem Kurfürsten, den Adligen, einigen Perleberger Geistlichen und Anna von Quitzow mit ihren Nonnen im November 1543 wurden zwar einige Kompromisse, aber immer noch keine Einigung herbeigeführt. Anfang Januar 1544 bat Anna für die noch verbliebenen acht Nonnen um Gnade und um Versorgung mit weiteren Lebensmitteln, ohne jedoch von ihrem eigentlichen Widerstand abzurücken. Erst am 14. Februar 1544 war auch dieser gebrochen, und die Nonnen unterwarfen sich nun der neuen Kirchenordnung.
Daraufhin bat im Oktober 1544 Anna von Quitzow den Kurfürsten Joachim II., den im Exil bei ihren Familien befindlichen Nonnen wieder die Rückkehr ins Kloster zu gestatten. Da Anna aber zwischenzeitlich in der alten Bischofsburg in Wittstock/Dosse, der Residenz des katholischen Bischofs des Bistums Havelberg Busso X. von Alvensleben, lebte, wurde dieser Antrag vom Kurfürsten mit der Begründung abgelehnt, sie sei für ihn jetzt keine Gesprächspartnerin mehr. Erst nach dem Tod des Bischofs am 4. Mai 1548 und nach anschließender erneuter Vermittlung durch die Familie von Quitzow im Jahr darauf wurde der Konflikt endgültig beigelegt. Der Konvent erhielt die Klostergüter zurück, erkannte nun offiziell die evangelische Kirchenordnung an, und die Nonnen konnten somit am 17. Mai 1549 mit einer feierlichen Prozession wieder in das Kloster einziehen. Schließlich wurden am 5. Oktober 1549 die Absprachen zwischen dem Kurfürsten und der Anna von Quitzow vertraglich festgehalten und unterzeichnet.